# Poprzeczna (Owieczki)
Poprzeczna – część wsi Owieczki w Polsce położona w województwie łódzkim, w powiecie sieradzkim, w gminie Klonowa.
W latach 1975–1998 Poprzeczna administracyjnie należała do województwa sieradzkiego.